# Кёнигсбрунн-ам-Ваграм
Кёнигсбрунн-ам-Ваграм (нем. Königsbrunn am Wagram) — ярмарочная коммуна (нем. Marktgemeinde) в Австрии, в федеральной земле Нижняя Австрия. 
Входит в состав округа Тульн.  Население составляет 1292 человека (на 31 декабря 2005 года). Занимает площадь 28,57 км². Официальный код  —  32115.

## Политическая ситуация
Бургомистр коммуны — Карл Золих (АНП) по результатам выборов 2005 года.
Совет представителей коммуны (нем. Gemeinderat) состоит из 19 мест.
- АНП занимает 11 мест.
- СДПА занимает 8 мест.